# Funchal

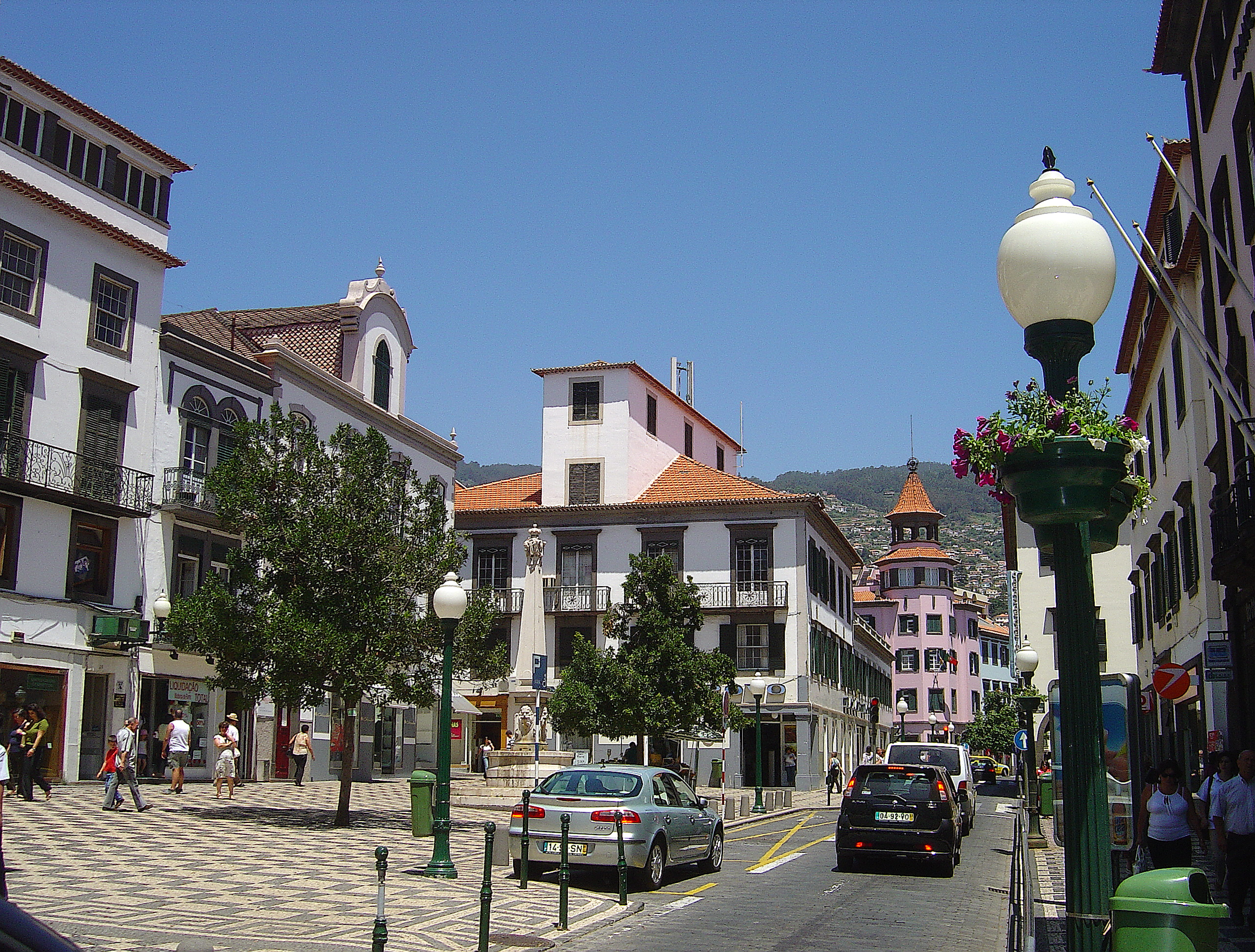
Het centrum

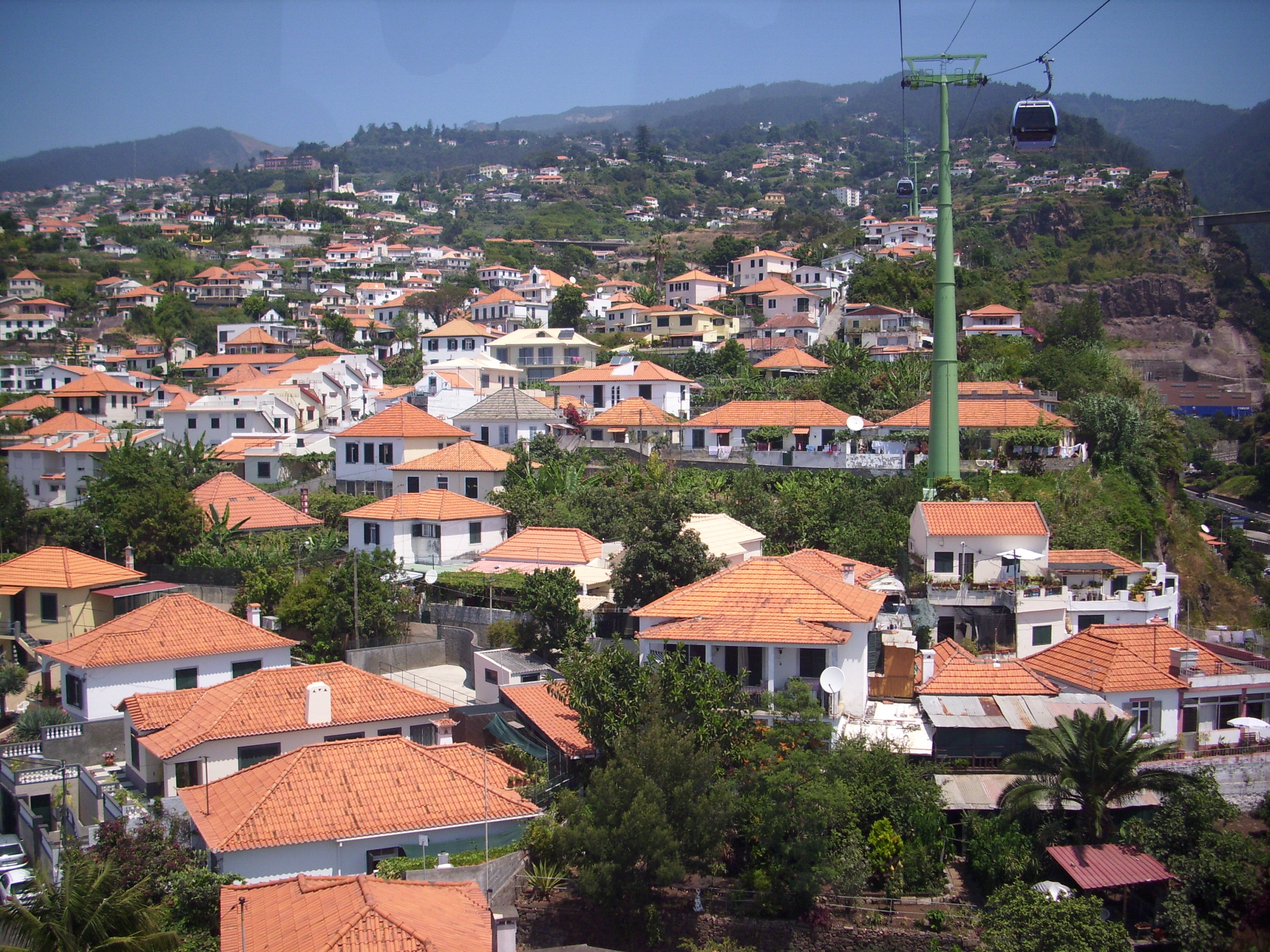
De kabelbaan naar Monte

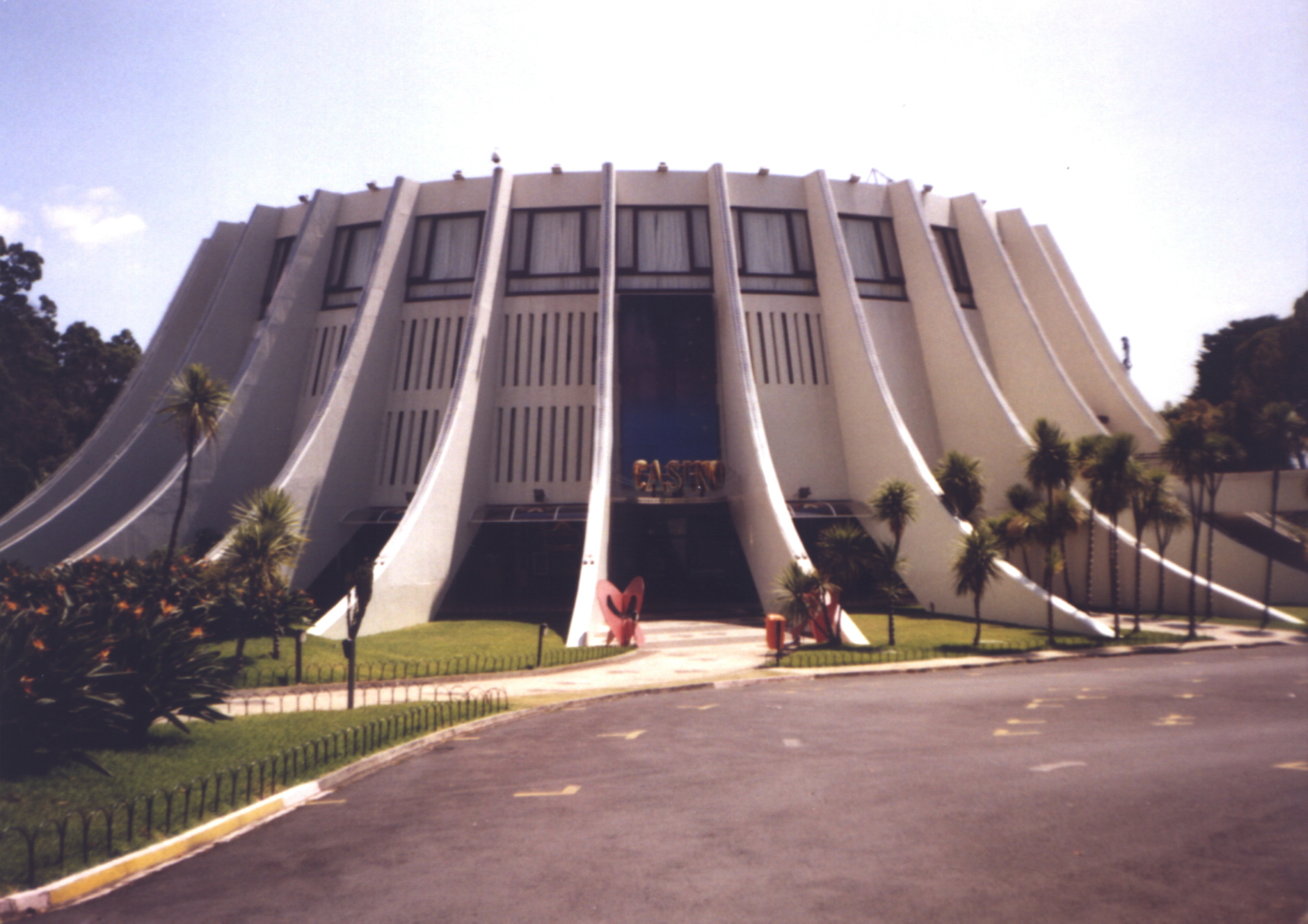
Het casino van Funchal

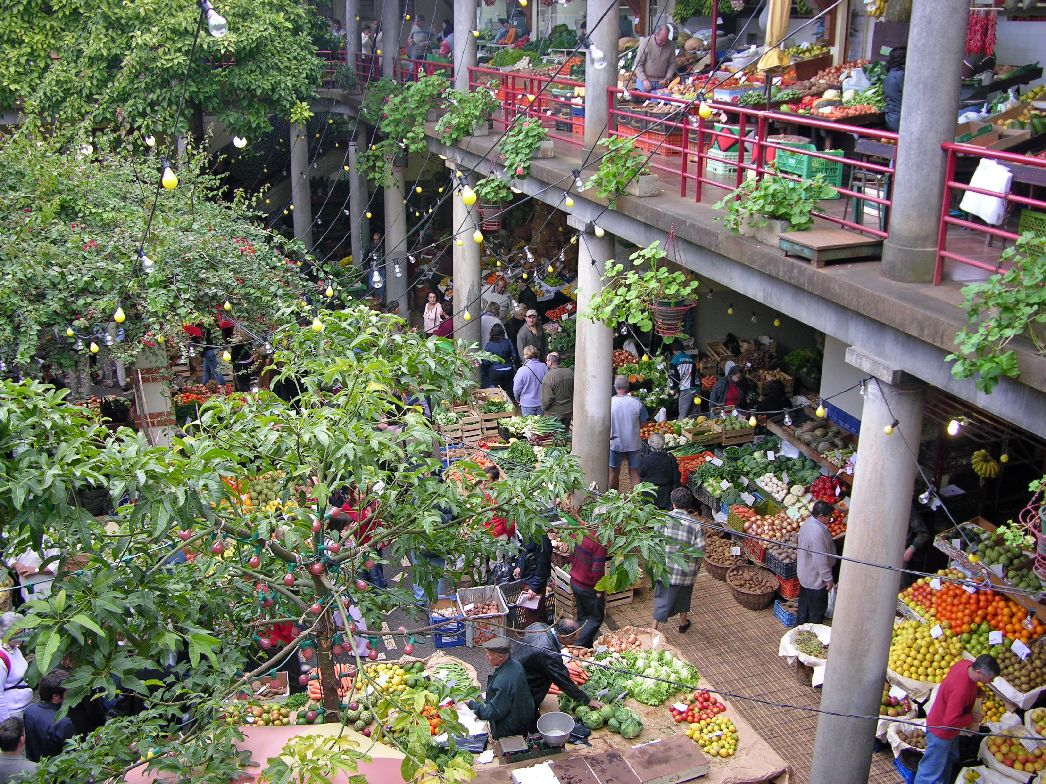
Mercado dos Lavradores

Funchal is een plaats en gemeente in het Portugese autonome gebied Madeira.
De gemeente heeft een totale oppervlakte van 76 km² en telde 100.331 inwoners op 31 december 2005.
In de stad is een universiteit gevestigd, de Universidade da Madeira. De naam Funchal betekent zoiets als veel venkel.

## Geschiedenis
Madeira werd ontdekt in 1419 tijdens een expeditie van Hendrik de Zeevaarder.
In 1424 werd Funchal gesticht door João Gonçalves Zarco.
In 1508 verleende koning Emanuel I deze plaats stadsrechten.
Rond die tijd groeide Funchal uit tot een belangrijke tussenstop op de route van Portugal naar Indië en Amerika.
Ook kwam de wijn- en suikerteelt tot ontwikkeling.
In 1803 werd de stad getroffen door een grote overstroming waarbij 600 mensen omkwamen.
In de 19e eeuw heeft Elisabeth van Oostenrijk-Hongarije, ook wel bekend als Sisi, een tijdje in Funchal gewoond. In die tijd werd Funchal een toeristische bestemming voor de elite. Koningin Adelaide van het Verenigd Koninkrijk overwinterde er in 1847-1848 voor haar gezondheid. De Nederlandse prins Alexander, een zoon van koning Willem II, overleed in 1848 in Funchal, toen hij hier - lijdend aan een ernstige ziekte die onterecht voor tuberculose werd aangezien - aan het kuren was.

## Bezienswaardigheden
- Het Casino, ontworpen door Oscar Niemeyer en geopend in 1976.[3]
- Het Paleis van São Lourenço, dit voormalige fort dat later dienstdeed als paleis, werd gebouwd tussen 1489 en 1496.
- Sé do Funchal, een kathedraal uit de 16e eeuw.
- De Mercado dos Lavradores, de overdekte markt.
- De kabelbaan naar Monte.
- De botanische tuinen.
- De tropische tuinen.
- Het Museu de Arte Sacra, met veel Vlaamse meesters.
- Het museum van Cristiano Ronaldo.

## Sport
In Funchal zijn nog twee voetbalclubs van betekenis gevestigd:
- CD Nacional Madeira en speelt in het Estádio da Madeira;
- CS Marítimo Funchal en speelt in het Estádio dos Barreiros;
- CF União was ook een profclub en speelde in het Centro Desportivo da Madeira. De club werd in 2021 opgeheven.

## Economie
Funchal leeft grotendeels van het toerisme. Daarnaast wordt in de omgeving landbouw bedreven en is er een beperkte industriële sector.

## Freguesias (kernen)
De gemeente is opgesplitst in de volgende freguesias:
- Imaculado Coração de Maria
- Monte
- Santa Luzia
- Santa Maria Maior
- Santo António
- São Gonçalo
- São Martinho
- São Pedro
- São Roque
- Sé

## Klimaat
Funchal heeft een mediterraan klimaat. Het kent geregeld lange, droge periodes in de zomer en overstromingen in de winter.

## Stedenband
- Honolulu (Verenigde Staten)

## Bekende inwoners van Funchal

### Geboren
- José Vicente Barbosa du Bocage (1823-1907), zoöloog en politicus
- Alfredo Rodrigues Gaspar (1865-1938), kapitein-op-zee, politicus en eerste minister tijdens de Eerste Portugese Republiek
- Charles de Lambert (1865-1944), Frans luchtvaartpionier
- Alberto João Jardim (1943), president van de regionale overheid
- Nini Andrade (1962), binnenhuisarchitect
- Vânia Fernandes (1985), zangeres
- Cristiano Ronaldo (1985), voetballer
- Nuno Henriques (1989), golfer

### Overleden
- Alexander van Oranje-Nassau (1818-1848), Nederlands prins
- Maria Amalia van Bragança (1831-1853), dochter van keizer Peter I van Brazilië
- Paul Langerhans (1847-1888), Duits patholoog
- Karel I van Oostenrijk (1887-1922), laatste keizer van Oostenrijk
- Félicien Cattier (1869-1946), Belgisch bankier, financier en filantroop